# Чигазов, Дмитрий Иванович
Дми́трий Ива́нович Чига́зов (29 июня 1983, Ленинград) — российский футболист, вратарь.
Воспитанник СК «Приморец» (тренер Вятинин С. Л.) и СДЮШОР «Смена» СПб. В 2001 году играл в «Оазисе» Ярцево, затем перешёл в смоленский «Кристалл», в рядах которого дебютировал в первом дивизионе России. Позднее попадал в заявку казанского «Рубина», выступал за «Рубин-2».
В августе 2006 года перешёл в латвийский клуб «Дижванаги», играл в Высшей лиге Латвии. В начале 2007 года присоединился к «Юрмале», но уже в июле покинул клуб, проведя всего лишь 4 матча.
На юношеском чемпионате Европы 2000 года в Израиле провёл все 4 матча, пропустил 5 мячей.